# Mihai Ivăncescu
Mihai Ivăncescu (22. března 1942 Hlyboka – 2. ledna 2004 Brašov) byl rumunský fotbalista, pravý obránce.

## Fotbalová kariéra
V rumunské lize hrál za SR Brașov. Nastoupil ve 209 ligových utkáních a dal 13 gólů. Ve Veletržním poháru nastoupil ve 4 utkáních a dal 2 góy. V nižších rumunských soutěžích hrál i za Tractorul Brașov. Za reprezentaci Rumunska svazu nastoupil v letech 1967–1968 ve 3 utkáních. Byl členem rumunské reprezentace na Mistrovství světa ve fotbale 1970, ale v utkání nenastoupil.

## Ligová bilance
| Ročník                   | Zápasy | Góly | Klub             |
| ------------------------ | ------ | ---- | ---------------- |
| Liga I 1961/62           | 10     | 1    | SR Brașov        |
| Liga I 1962/63           | 2      | 1    | SR Brașov        |
| 2. rumunská liga 1962/63 | -      | -    | Tractorul Brașov |
| 3. rumunská liga 1963/64 | -      | -    | Tractorul Brașov |
| Liga I 1964/65           | 24     | 4    | SR Brașov        |
| Liga I 1965/66           | 16     | 1    | SR Brașov        |
| Liga I 1966/67           | 26     | 2    | SR Brașov        |
| Liga I 1967/68           | 25     | 1    | SR Brașov        |
| Liga II 1968/69          | 30     | 0    | SR Brașov        |
| Liga I 1969/70           | 30     | 2    | SR Brașov        |
| Liga I 1970/71           | 30     | 1    | SR Brașov        |
| Liga I 1971/72           | 30     | 0    | SR Brașov        |
| Liga I 1972/73           | 16     | 0    | SR Brașov        |
| 2. rumunská liga 1973/74 | 31     | 0    | Tractorul Brașov |
| 2. rumunská liga 1974/75 | -      | -    | Tractorul Brașov |
| CELKEM 1. liga           | 209    | 13   |                  |